# Адолф V фон Берг
Адолф V фон Берг (на немски: Adolf V von Berg; † 28 или 29 септември 1296) от Дом Лимбург-Арлон е от 1259 до 1296 г. граф на Берг.

## Биография
Син е на граф Адолф IV фон Берг (1220 – 1259) и съпругата му Маргарета фон Хохщаден (1214 – 1314), сестра на Конрад фон Хохщаден, архиепископ на Кьолн от 1238 до 1261 г.
Адолф V наследява баща си през 1259 г. като граф на Берг първо под регентството на майка му и сам от 1262 г.
Крал Рудолф фон Хабсбург му разрешава през 1275 г. да премести работилницата си за монети във Виперфюрт и го посещава през 1273 и 1291 г. в двореца му в Бенсберг (днес част от Бергиш Гладбах).
Адолф V дава права на град през 1276 г. на Ратинген и през 1288 г. на Дюселдорф. Той се съюзява с херцог Ян I от Брабант в борбата против архиепископa на Кьолн Зигфрид фон Вестербург. След битката при Воринген на 5 юни 1288 г. Адолф V държи Зигфрид фон Вестербург до 1289 г. в плен в своя дворец Бург в Золинген.
Граф Адолф V попада през 1292 г. в плен на архиепископа на Кьолн и умира на 28 или 29 септември 1296 г. в затвора. Погребан е в манастирската църква в Золинген-Грефрат.

## Фамилия
Адолф V се жени на 17 март 1249 г. за Елизабет фон Гелдерн († 31 март 1313), дъщеря на граф Ото II фон Гелдерн, която умира през 1313 г. и е погребана при него. Той умира бездетен. Негов наследник като граф на Берг става брат му Вилхелм.